# Irene Johansen
Irene Johansen (født 7. januar 1961 i Nord-Aurdal) er en norsk politiker for Arbeiderpartiet. Hun blev indvalgt i Stortinget fra Østfold ved stortingsvalget i 2005 og genvalgt i 2009 og 2013. I perioden 2003–11 var hun medlem af kommunestyret i Moss og i 2003–05 af fylkestinget i Østfold.
Johansen har uddannelse fra blandt andet Norges kommunal- og socialhøjskole, kommunallinjen 1982–1985 og mellemlederprogrammet i staten 2001–2002. Johansen har blandt andet arbejdet som førstesekretær ved rådmandskontoret i Seljord kommune i 1985–1986. Hun var i personaleafdelingen, Norges allmennvitenskapelige forskningsråd i årene 1986–1994. Fra 1996 til 2003 var Johansen personalechef i Jernbaneverket.

## Stortingskomiteer
- 2013–17: medlem i Finanskomiteen
- 2012–13: medlem i Energi- og miljøkomiteen
- 2009–12: medlem i Finanskomiteen
- 2005–09: medlem i Transport- og kommunikationskomiteen
- 2005–09: medlem i Valgkomiteen